# 合缨大丁草
合缨大丁草（学名：Gerbera connata）为菊科大丁草属下的一个种。

## 扩展阅读
- 維基物種上的相關：合缨大丁草